# でぶねこ Oh!What a fat cat!
『でぶねこ Oh!What a fat cat!』（でぶねこ オウ！ホワット ア ファット キャット！）は、祥伝社が発行する猫アンソロジーコミックである。

## 書誌情報
『でぶねこ Oh!What a fat cat!』 祥伝社〈FEELコミックス〉、全3巻
- 1巻、2000年5月25日発行、ISBN 4-39-676223-2
- 2巻、2000年9月8日発行、ISBN 4-39-676231-3
- 3巻、2001年6月8日発行、ISBN 4-39-676247-X